# سقوط هواپیمای ال-۴ (۱۳۳۴)
سانحه‌ٔ هواپیمای ال-۴ سانحه‌ای بود که در صبح روز ۱۹ بهمن ۱۳۳۴ در حوالی شهر مرودشت برای هواپیمای پایپر ال-۴ رخ داد و منجر به مرگ خلبان شد. 

## مشخصات هواپیما
هواپیمای سانحه‌دیده یک پایپر ال-۴ گرسهاپر (به انگلیسی: L-4 Grasshopper) به شماره‌ ۳-۴۰ احتمالا متعلق به نیروی هوایی شاهنشایی بود. این هواپیما در واقع نسخه‌ی نظامی و توسعه‌یافتهٔ هواپیمای پایپر جی-۳ کاب بود که در طول جنگ جهانی دوم به منظور شناسایی، ارتباط و کنترل زمینی و تشخیص توپخانه به‌کار گرفته می‌شد.
گفته می‌شود حدود ۳۰ تا ۴۰ فروند از این هواپیمای سبک و دونفره به منظور آموزش خلبانی در باشگاه هواپیمایی کشوری استفاده می‌شد.

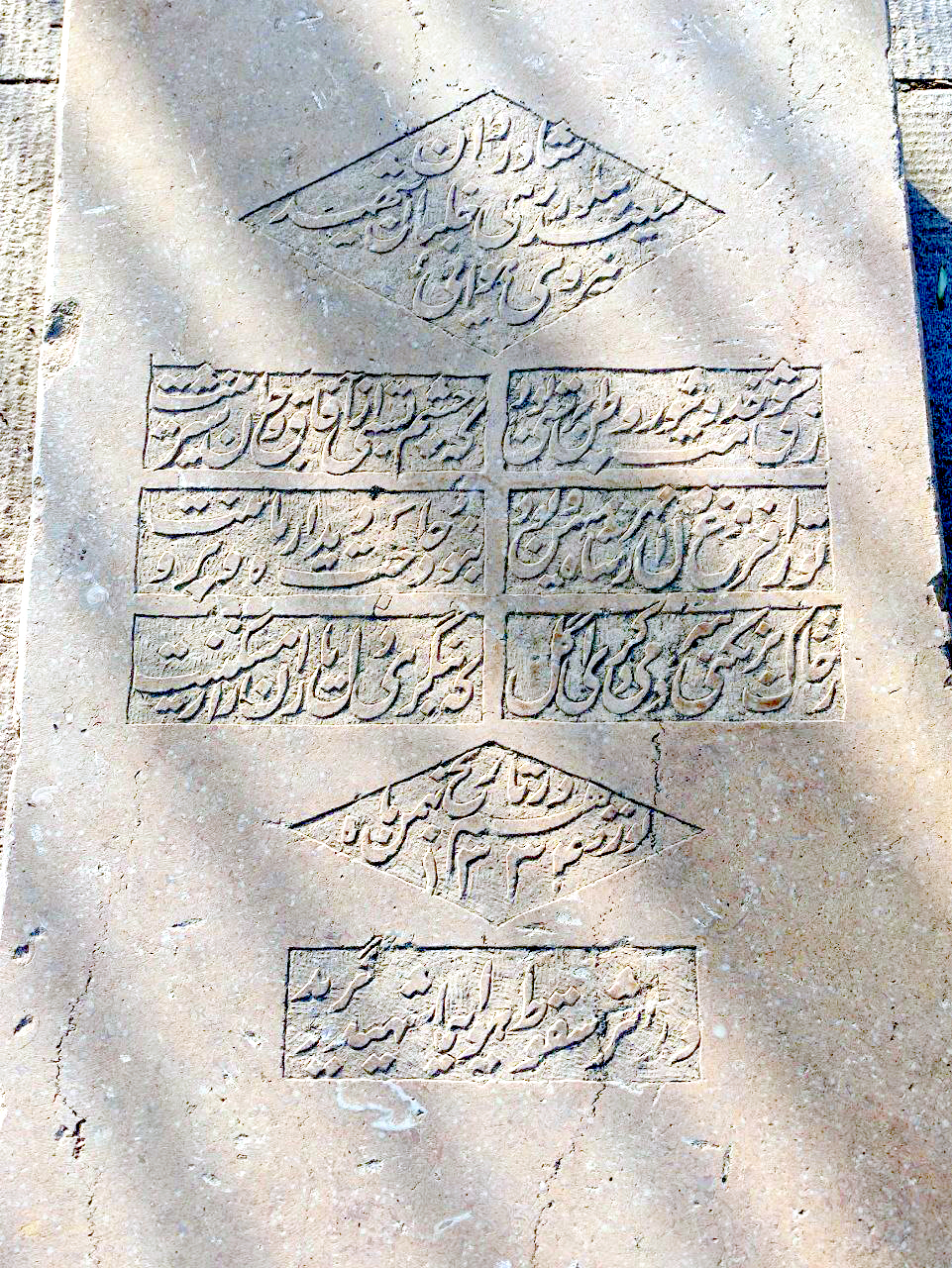
سنگ قبر خلبان بیلوردی در حافظیه، شیراز

## شرح سانحه
در ساعت ۹ صبح روز ۱۹ بهمن ۱۳۳۴ استوار دوم خلبان سعید بیلوردی و استوار کریم روان برای یک پرواز تمرینی از فرودگاه شیراز پرواز خود را آغاز کردند. خلبان مسیر خود را تا نزدیکی تخت جمشید ادامه داد و پس از ۳۰ دقیقه پرواز متوجه از کار افتادن موتور هواپیما شدند. هواپیما دقایقی بعد با سرعت و چرخش بالا با زمین برخورد کرد و از بین رفت.
پس از سقوط بدنهٔ هواپیما دچار حریق شد. خلبان بیلوردی بر اثر سانحه کشته شد و خلبان‌دوم روانی مجروح شد.
جسد خلبان بیلوردی با تشریفات نظامی به شیراز منتقل شد و در حافظیه به خاک سپرده شد.